# Kanzel (Gennes-sur-Seiche)

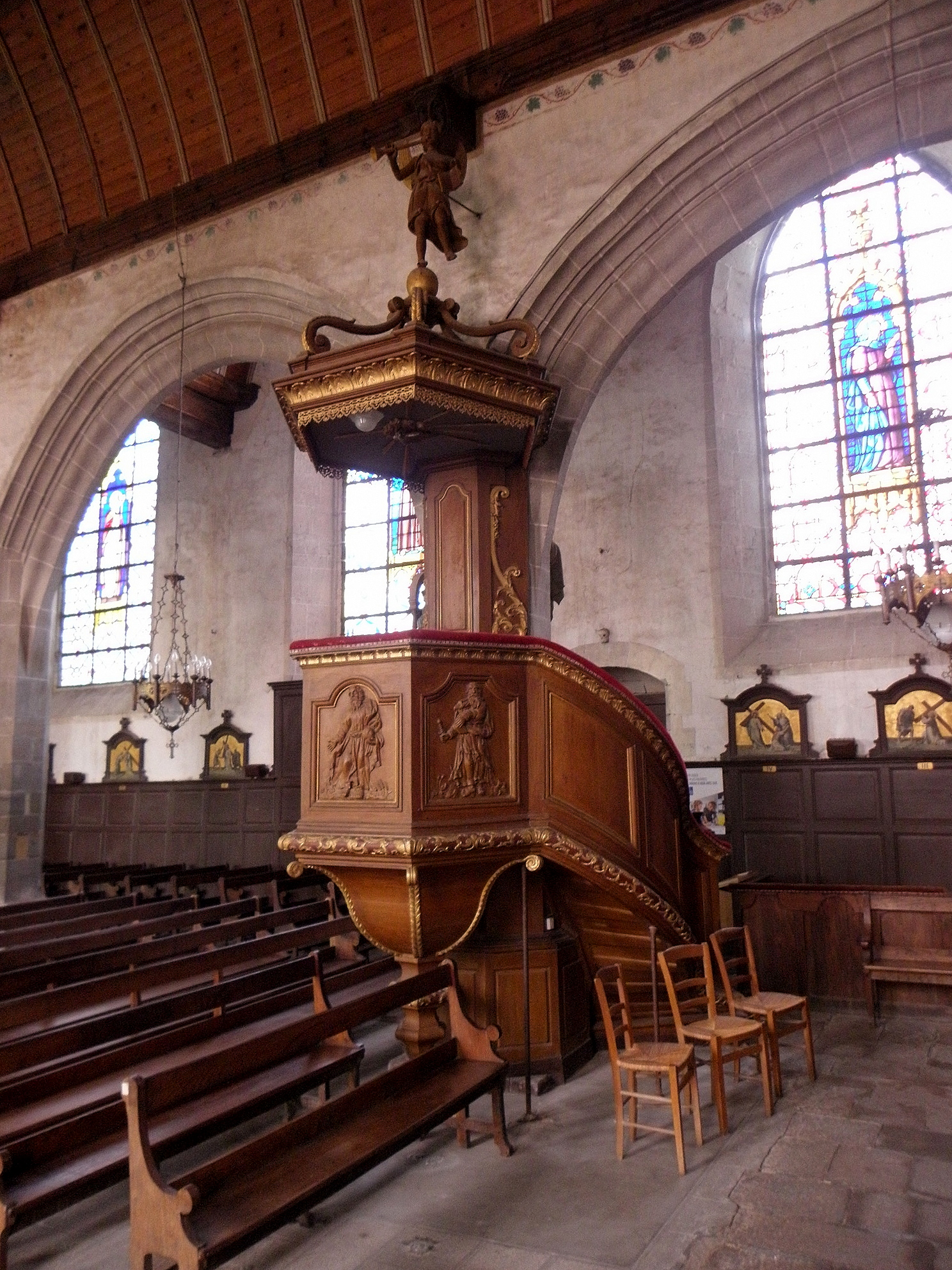
Kanzel in Gennes-sur-Seiche

Die Kanzel in der katholischen Kirche St-Sulpice in Gennes-sur-Seiche, einer französischen Gemeinde im Département Ille-et-Vilaine in der Region Bretagne, wurde im 18. Jahrhundert geschaffen. Die Kanzel wurde 1966 als Monument historique in die Liste der geschützten Objekte (Base Palissy) in Frankreich aufgenommen.
Die hölzerne Kanzel, die an eine Säule an der Nordseite des Kirchenschiffs angebaut wurde, besitzt einen achteckigen Schalldeckel, der von einem musizierenden Engel bekrönt wird. 
Der Kanzelkorb ist mit der Darstellung der Apostel Petrus, Paulus, Jakobus und des Erlösers versehen.   
Über eine hölzerne Treppe mit einem geschnitzten Zierband erreicht man die Kanzel.  

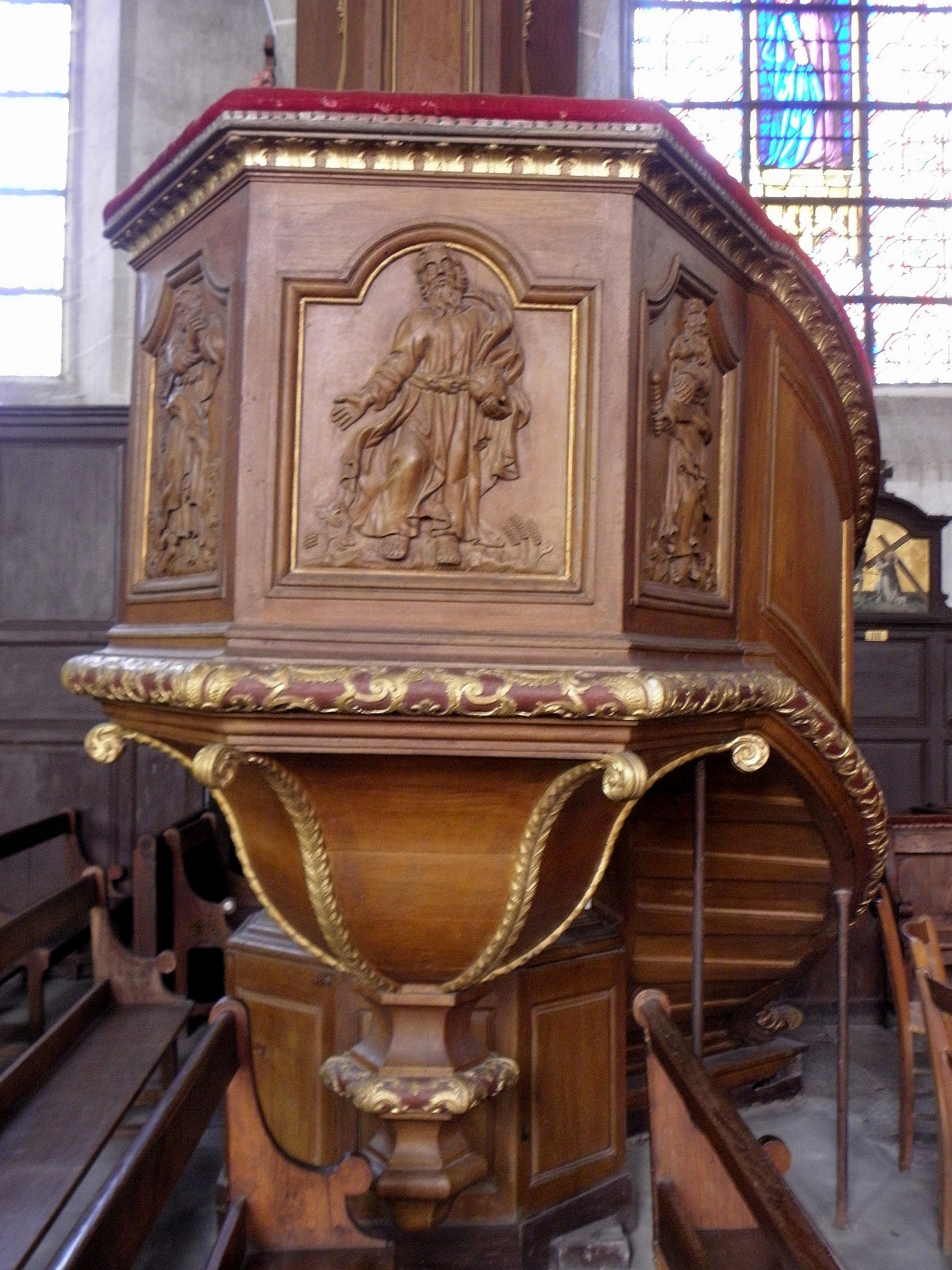
Heiland mit der Weltkugel
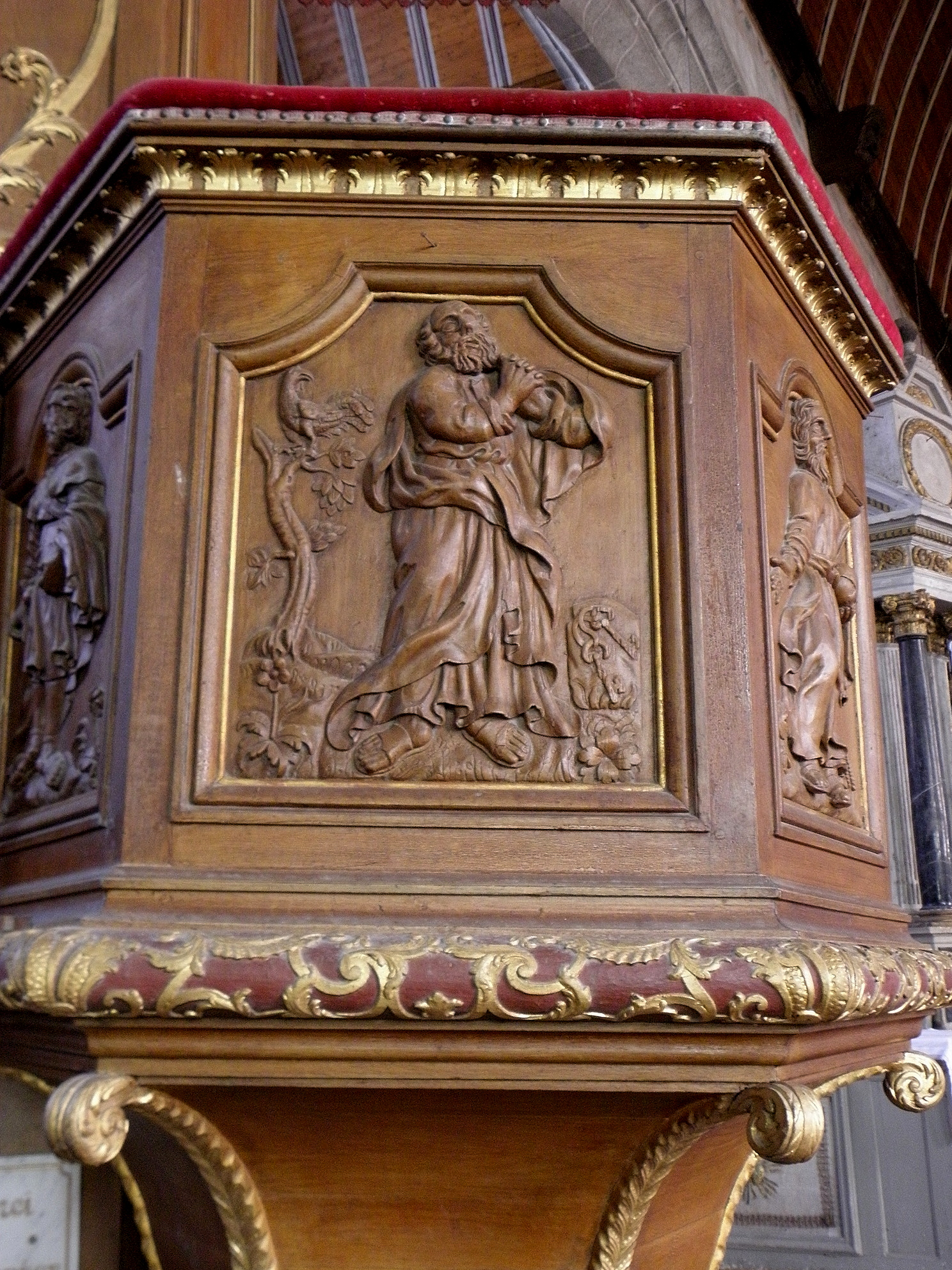
Apostel Petrus mit Hahn
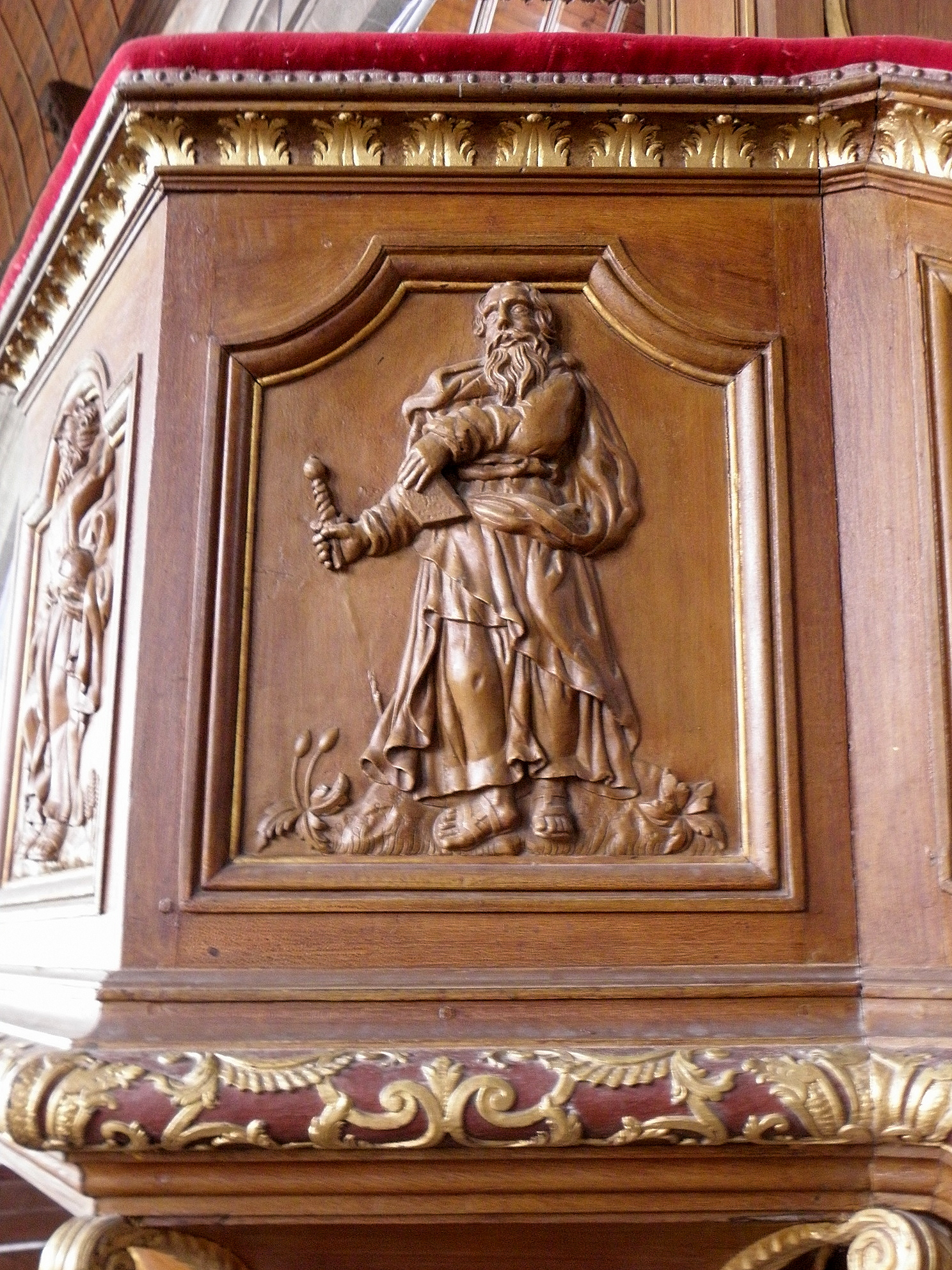
Apostel Paulus mit Schwert
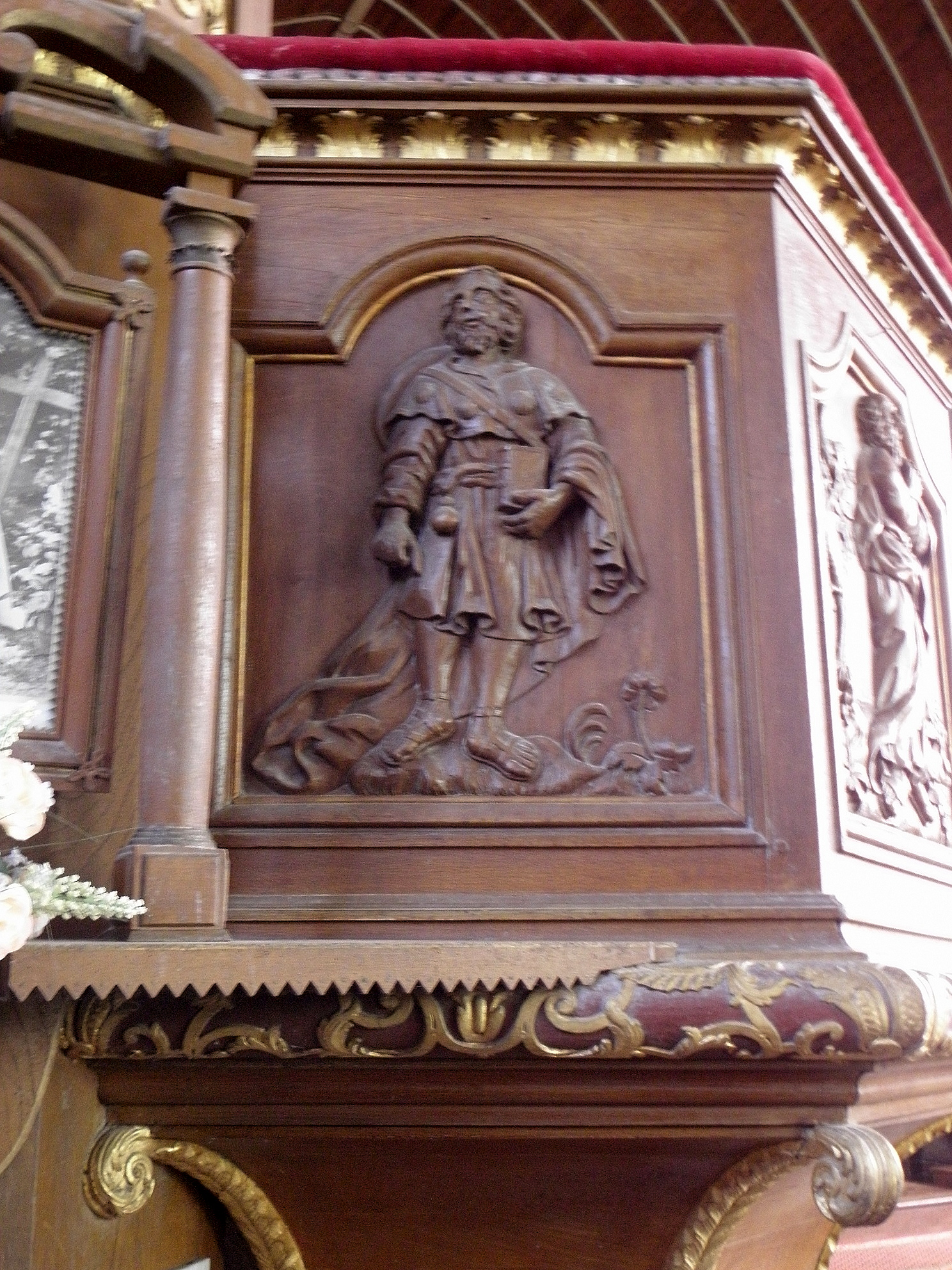
Apostel Jakobus mit Muscheln